# Dana Davis
Dana Davis (Davenport, Iowa, 4 de octubre de 1978) es una actriz estadounidense, conocida principalmente por interpretar a Felicia Jones en la serie dramática The Nine de la cadena ABC, así como por su papel como Monica Dawson en la serie Héroes de la cadena NBC.
Asistió al Attended Davenport North High School de su ciudad natal. Es una violinista, graduada con una licenciatura en Música por la Universidad Loyola Marymount de Los Ángeles en 2001. Formó parte además del grupo Necessity como cantante. 
Su habilidad con el violín le ayudó para conseguir el papel de Denise Gilmore en el filme Raise Your Voice, donde aparece junto a la actriz Hillary Duff; también participó en la exitosa película Coach Carter, protagonizada por Ashanti. Asimismo ha aparecido en otras series de televisión como Boston Public, Veronica Mars, CSI: Miami, That's So Raven, The O.C. o Las chicas Gilmore, interpretando en esta última serie el papel de Althea. También ha participado en varios musicales de Broadway, como Fools o The Miracle Worker, entre otros.
Después de su paso por The Nine, donde interpretó a la joven rehén Felicia Jones, en 2007 se incorporó al reparto de la serie Héroes de la NBC, interpretando a Monica Dawson, sobrina de D.L. Hawkins y prima segunda de Micah Sanders, y que posee la habilidad de reproducir cualquier movimiento físico que pueda ver, o memoria muscular adoptiva.

## Filmografía

### Film
| Año  | Título                 | Rol               | Notas        |
| ---- | ---------------------- | ----------------- | ------------ |
| 2002 | No Prom for Cindy      | Kris              | Corto        |
| 2004 | Raise Your Voice       | Denise Gilmore    |              |
| 2005 | Coach Carter           | Peyton            |              |
| 2008 | Prom Night             | Lisa Hines        |              |
| 2010 | Nick of Time           | Stephanie         | Corto        |
| 2014 | High Moon              | Yama Winehart     | Film para TV |
| 2015 | Right Girl             | Jackie Spencer    |              |
| 2016 | Nerdland               | Detective Cassidy | Voz          |
| 2023 | Craig Before the Creek | Kit               | Voz          |

### Televisión
| Año           | Título                             | Rol                                   | Notas                             |
| ------------- | ---------------------------------- | ------------------------------------- | --------------------------------- |
| 2000          | The Steve Harvey Show              |                                       | Episodio: "Player, Interrupted"   |
| 2001          | Boston Public                      | Marie Ronning                         | 2 episodios                       |
| 2001          | One on One                         | Chica #1 / Meg                        | Episodio: "Playing Possum"        |
| 2002          | Malcolm in the Middle              | Chandra                               | Episodio: "Poker #2"              |
| 2003          | Joan of Arcadia                    | Nicky                                 | Episodio: "Bringeth It On"        |
| 2004          | That's So Raven                    | Jasmine                               | Episodio: "The Road to Audition"  |
| 2005          | Point Pleasant                     | Lucinda                               | 3 episodios                       |
| 2005          | Cold Case                          | Mathilde Jefferson                    | Episodio: "Strange Fruit"         |
| 2005          | Testing Bob                        | Ryan                                  |                                   |
| 2005          | Gilmore Girls                      | Althea                                | 2 episodios                       |
| 2005–2006     | Veronica Mars                      | Cora Briggs                           | 2 episodios                       |
| 2005–2006     | The O.C.                           | Madison                               | 2 episodios; sin acreditar        |
| 2006          | CSI: Miami                         | Julia Hill                            | Episodio: "Deviant"               |
| 2006–2007     | The Nine                           | Felicia Jones                         | 13 episodios                      |
| 2007          | Hidden Palms                       | Michelle Meadows                      | Episodio: "Pilot"                 |
| 2007          | Heroes                             | Monica Dawson                         | 6 episodios                       |
| 2008          | Pushing Daisies                    | Barb                                  | Episodio: "Frescorts"             |
| 2009          | Criminal Minds                     | Andrea Harris                         | Episodio: "Soul Mates"            |
| 2009          | Relative Stranger                  | Denise Clemons                        | Film para TV                      |
| 2009          | Bones                              | Michelle Welton                       | Episodio: "The Doctor in the Den" |
| 2009–2010     | 10 Things I Hate About You         | Chastity Church                       | 20 episodios                      |
| 2010          | Grey's Anatomy                     | Gretchen                              | Episodio: "Superfreak"            |
| 2011          | Body of Proof                      | Dora Mason                            | Episodio: "Gross Anatomy"         |
| 2011–2013     | Franklin & Bash                    | Carmen Phillips                       | Protagónico                       |
| 2012          | Motorcity                          | Claire                                | Voz, recurrente                   |
| 2012          | CSI: Crime Scene Investigation     | Amanda Pedroia / Neon Kitty           | Episodio: "Wild Flowers"          |
| 2014          | Glee                               | Tesla                                 | Episodio: "Bash"                  |
| 2015          | Phineas and Ferb                   | Holly adolescente                     | Voz, episodio: "Act Your Age"     |
| 2016–2019     | Star vs. the Forces of Evil        | Kelly, Lady Whosits                   | Voz, recurrente (21 episodios)    |
| 2018–presente | Craig of the Creek                 | Kit                                   | Voz                               |
| 2018–2019     | She-Ra and the Princesses of Power | Lonnie, Busgirl, Bright Moon Guard #4 | Voz, 16 episodios                 |
| 2019-present  | The Morning Show                   | Christine                             | Invitada                          |
| 2019          | Suburban Swingers Club             | Lori Mallick                          | Film para TV (Lifetime)           |
| 2021-2022     | Amphibia                           | Jess                                  | Voz, 3 episodios                  |
| 2022          | Tales of the Jedi                  | Hermana de la aldea                   | Voze, episodio: "Resolve"         |

### Videos musicales
| Año  | Título                                                       | Artista |
| ---- | ------------------------------------------------------------ | ------- |
| 2009 | "I Want You to Want Me" (10 Things I Hate About You version) | KSM     |